# Leopold Schmid (Theologe)
Leopold Schmid (* 9. Juni 1808 in Zürich; † 20. Dezember 1869 in Gießen) war ein deutscher römisch-katholischer Geistlicher, Theologe und Philosoph.

## Leben
Schmid war Sohn eines Buchbinders. Er besuchte die Lateinschulen von Scheer und Dürnau. Von 1823 bis 1827 absolvierte er das Gymnasium Ehingen. Anschließend nahm er ein Studium der katholischen Theologie an der Universität Tübingen auf, das er 1830 an der Universität München fortsetzte. 1831 folgte er seinem Freund Jakob Sengler nach Marburg. Dort wurde er kurzzeitig Mitarbeiter an dessen Kirchenzeitung für das katholische Deutschland und studierte weiter an der Universität Marburg, bevor er noch 1831 durch den Limburger Bischof Jakob Brand zum Professor und Subregens am Priesterseminar Limburg ernannt wurde. Seine Priesterweihe erfolgte am 31. Dezember 1832 in Limburg an der Lahn, nachdem er zuvor das theologische Examen bestanden hatte. Ab 1834 war er für exegetische Studien freigestellt und zugleich Hausgeistlicher im Stift Neuburg bei Johann Friedrich Heinrich Schlosser. Von 1837 bis 1839 wirkte er als Pfarrer in Großholbach.
Schmid erhielt zum 12. März 1839 eine ordentliche Professur an der Katholisch-Theologischen Fakultät der Universität Gießen, an der er noch im selben Jahr ehrenhalber zum Dr. theol. promoviert wurde. 1842 erhielt er die Ehrendoktorwürde der Philosophischen Fakultät der Universität Würzburg (Dr. phil. h.c.). Ebenfalls 1843 wurde ihm von der Philosophischen Fakultät die venia legendi für spekulative Philosophie erteilt. Ab dieser Zeit lehrte er auch an dieser Fakultät, 1846 im Rang und mit Titel eines Honorarprofessors. In dieser Zeit galt er auch als Vertrauensperson der Regierung von Hessen-Darmstadt. In den Jahren 1843/1844 und 1855/1856 war er Rektor der Universität in Gießen. Berufungen an Theologische Lehranstalt Hildesheim 1843 und an die Universität Breslau 1846 lehnte er ab.
Schmid war ab Januar 1849 Mitglied der Ersten Kammer des Landtags des Großherzogtums Hessen als Vertreter des Bistums Mainz während der Vakanz des Bischofsstuhl.
Ebenfalls 1849 erfolgte durch das Mainzer Domkapitel die Wahl zum Bischof von Mainz, allerdings wurde diese von Papst Pius IX. abgelehnt. Mainzer Bischof wurde schließlich Wilhelm Emmanuel von Ketteler.
Schmid wechselte im Februar 1850 auf eigenen Wunsch als ordentlicher Professor an die Philosophische Fakultät. 1867 wandte er sich schließlich von der römisch-katholischen Kirche ab. Er wurde jedoch auf eigenen Wunsch 1869 nach römisch-katholischem Ritus beigesetzt.

## Werke (Auswahl)
- Vorlesungen über die Bedeutung der hebräischen Sprache, gehalten an der theologischen Lehranstalt zu Limburg, Frankfurt am Main 1832.
- Briefe Guntram Adalberts an einen Theologen, Marburg 1833.
- Erklärung kirchlicher Perikopen als Hülfsmittel für Kanzelredner und zum Behufe häuslicher Erbauung, Weilburg 1834.
- Erklärung der heiligen Schriften des alten und neuen Bundes, 4 Bände, Münster 1834–1835.
- Über die menschliche Erkenntniß, Münster 1844.
- Der Geist des Katholicism oder die Grundlegung der christlichen Irenik, 4 Bände, Gießen 1848–1850.
- Über die jüngste Mainzer Bischofswahl. Ein Beitrag zur Kirchengeschichte und praktischen Theologie unserer Tage, Gießen 1850.
- Grundzüge der Einleitung in die Philosophie, Gießen 1860.
- Ultramontan oder katholisch? Die religiöse Grundfrage Deutschlands und der Christenheit, Gießen 1867.
- Mitteilungen aus der neuesten Geschichte der Diözese Mainz, zur Ehrenrettung der Majorität bei der letzten ordentlichen Mainzer Bischofswahl und der ehemaligen katholisch-theologischen Fakultät samt der durch sie Gebildeten, wie der des Katholizismus überhaupt, Gießen 1868.